# پابیلوس دسیوس ماس (کنسول ۳۱۲ پیش از میلاد)
پابیلوس دسیوس ماس (انگلیسی: Publius Decius Mus; ۱ ژانویهٔ ۰۳۴۰ – ۱ ژانویهٔ ۰۲۹۵) اهل روم باستان از تیره پلبی‌ها دسیا، کنسول روم در سال‌های ۳۱۲ قبل از میلاد، ۳۰۸ پیش از میلاد، ۲۹۷ پیش از میلاد و ۲۹۵ پیش از میلاد بود. او عضوی از خانواده‌ای بود که به فداکاری در میدان نبرد برای رم مشهور بودند.